# Droga wojewódzka nr 187
Droga wojewódzka nr 187 (DW187) – droga wojewódzka klasy G w całości leżąca na terenie województwa wielkopolskiego. Łączy Pniewy z Murowaną Gośliną, a jej długość wynosi 62 km.

## Miejscowości leżące przy trasie
- Pniewy (DK24, DK92)
- Podpniewki (DW116)
- Koninek
- Dęborzyce
- Otorowo
- Lipnica (DW306)
- Gałowo
- Szamotuły (DW184, DW185)
- Popówko
- Chrustowo
- Uścikowo
- Oborniki (DK11, DW178)
- Łukowo
- Uchorowo
- Białężyn
- Murowana Goślina (DW196)

### Zmiany przebiegu
Do końca 2003 roku trasa na obszarze Szamotuł biegła przez ścisłe centrum miasta. Na mocy uchwały sejmiku województwa wielkopolskiego z dnia 26 maja 2003 r. 1 stycznia 2004 roku dokonano zmiany przebiegu dróg nr 184 i 187 na obecnie obowiązujący, z całkowitym ominięciem śródmieścia i rynku.

## Dopuszczalny nacisk na oś
Od 13 marca 2021 roku na drodze dozwolony jest ruch pojazdów o nacisku pojedynczej osi do 11,5 tony z wyjątkiem określonych miejsc oznaczonych znakiem zakazu B-19.

### Do 13 marca 2021
Wcześniej trasa była objęta ograniczeniami dopuszczalnego nacisku pojedynczej osi:
| Znak  | Dopuszczalny nacisk | Odcinek                      |
| ----- | ------------------- | ---------------------------- |
| DW187 | do 10 ton           | Szamotuły – Murowana Goślina |
| DW187 | do 8 ton            | Pniewy – Szamotuły           |

## Galeria

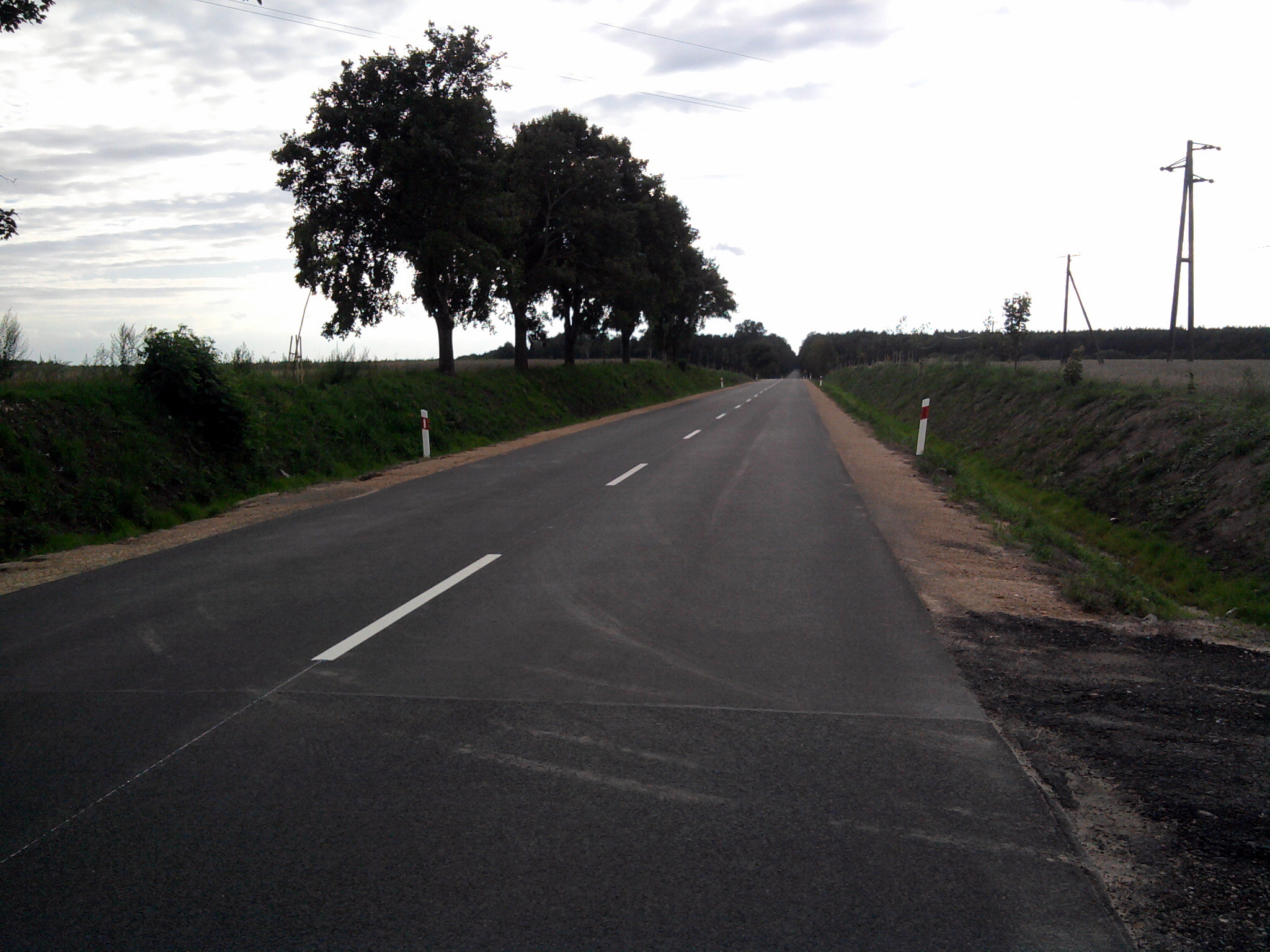
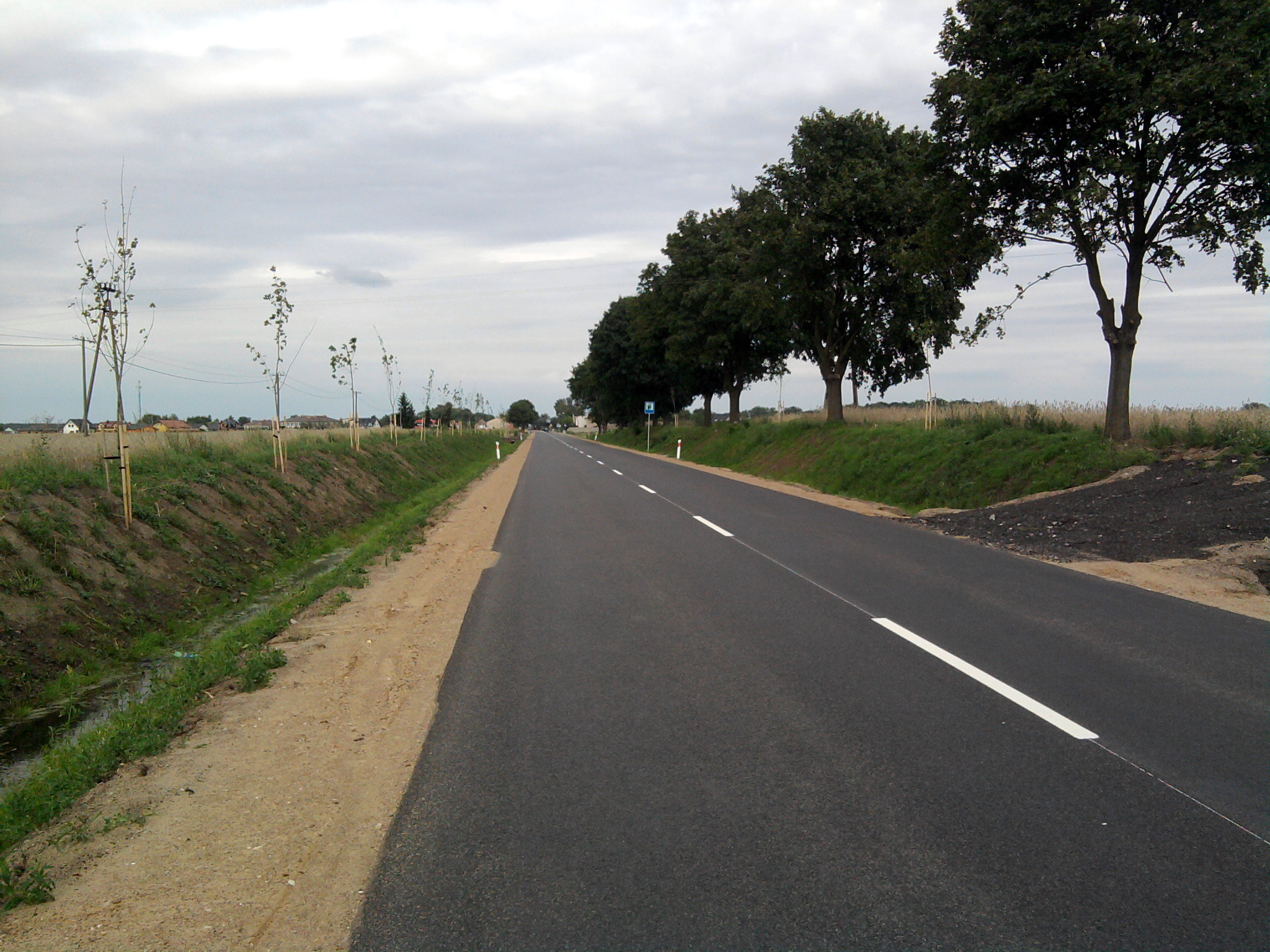
Widok w stronę miejscowości Otorowo